# ケプラー29
ケプラー29 (英: Kepler-29) とは、はくちょう座の方向に約2780光年離れた場所に存在する恒星である。見かけの等級は15.036で、肉眼で観測することはできない。太陽に近い質量や半径、温度を持つ。2780光年（850パーセク）離れており、星の年齢は決定されていない。

## 惑星系
2つの惑星が発見されている。2016年現在、恒星から 5 au の距離に0.9〜1.4木星質量の木星型惑星は発見されていない。
| 名称 （恒星に近い順） | 質量   | 軌道長半径 （天文単位） | 公転周期 (日) | 軌道離心率 | 軌道傾斜角 | 半径     |
| --------------------- | ------ | ----------------------- | ------------- | ---------- | ---------- | -------- |
| b                     | 0.4 MJ | 0.09                    | 10.336        | —          | —          | —        |
| c                     | 0.4 MJ | 0.11                    | 13.2907       | —          | —          | 1.451 R⊕ |